# Levin von dem Knesebeck
Levin von dem Knesebeck (* 18. Mai 1597 in Tylsen; † 21. August 1638 in Drossen) war ein brandenburgischer Staatsmann. 

## Leben

### Herkunft und Familie
Levin war Angehöriger des altmärkischen Adelsgeschlechts von dem Knesebeck. Seine Eltern waren der brandenburgische Staatsmann Thomas von dem Knesebeck (1559–1625) und Emerentia, geborene von Alvensleben. Seine Brüder sind Thomas (1594–1658) und Hempo (1595–1656).

### Werdegang
Knesebeck studierte 1607 in Helmstedt, 1608 in Frankfurt (Oder), 1612 in Wittenberg, 1612–1615 in Marburg und 1615–1616 in Heidelberg. Zu seinen Lehrern gehörten Henning Arnisaeus, Hermann Vultejus, Janus Gruterus und Johannes Goddaeus, unter dem er schließlich disputierte. Ab dem Jahr 1616 unternahm er mit seinen Brüdern eine Kavalierstour nach Genf, durch Italien, Frankreich, England und in die Niederlande. 1617/1618 trat er als Mitglied in die neumärkische Amtskammer zu Küstrin ein. Hier zeichnete er sich vielfach aus und avancierte daraus 1620 zum Mitglied und Geheimen Rat der obersten Landesbehörde. Auf einer Gesandtschaft begleitet von Johann Georg Reinhard (1606–1672) nach Dänemark und zu den Feierlichkeiten anlässlich der Hochzeit von Markgräfin Katharina mit Gabriel Bethlen in den Jahren 1625/1626 zeichnete Knesebeck in einem „Formularien-Buch“ elf deutsche und lateinische Reden auf, die er unterwegs vortrug. Als Der Antreibende wurde er 1626 in die Fruchtbringende Gesellschaft aufgenommen. Bei den Torgauer Verhandlungen zwischen den Kurfürsten von Sachsen und Brandenburg im Jahre 1632 vertrat Knesebeck den Grundsatz einer Duldung aller drei großen christlichen Konfessionen. 1636 war er Gesandter auf dem Kurfürstentag in Regensburg. Knesebeck soll auch Hauptmann der Altmark und Direktor der märkischen Ritterschaft und Stände gewesen sein. Er soll vergiftet worden sein, weil er dem Kurfürsten von einer Verheiratung mit einer Habsburgerin abriet.